# Parafia św. Jana Bożego w Warszawie
Parafia Świętego Jana Bożego w Warszawie – istniejąca w latach 1976–2013 parafia rzymskokatolicka należąca do dekanatu staromiejskiego, archidiecezji warszawskiej, metropolii warszawskiej Kościoła katolickiego, w Warszawie. Obsługiwana była przez ojców bonifratrów.

## Historia
Parafia została erygowana w 1976 roku przez prymasa Stefana Wyszyńskiego. Swoim zasięgiem obejmowała część osiedla Muranów oraz fragment Nowego Miasta. 

### Kościół parafialny
Siedzibą parafii był kościół św. Jana Bożego należący do Zakonu Bonifratrów, wybudowany w 1728, odbudowany po zniszczeniach wojennych.

### Zmiany administracyjne
Z dniem 1 stycznia 2014 dekretem metropolity warszawskiego kard. Kazimierza Nycza parafia została zniesiona. 
Dotychczasowe terytorium parafii zostało w większości przyłączone do parafii Nawiedzenia Najświętszej Marii Panny (dekanat staromiejski) oraz, w niewielkim fragmencie, do parafii św. Augustyna (dekanat wolski). Jednocześnie zniesiony został urząd proboszcza parafii, natomiast kościół św. Jana Bożego stał się kościołem rektorskim.

## Proboszczowie
Urząd proboszcza sprawowali kolejno:
- o. Teodor – Bogdan Książkiewicz OH – w latach 1976-1997
- o. Damian – Jacek Wasylewicz OH  – w latach 1997-2001
- o. Hubert – Andrzej Matusiewicz OH – w latach 2001-2006
- o. Damian – Jacek Wasylewicz OH – w latach 2006-2010
- o. Gerard – Edward Józef Zygmunt OH – w latach 2010-2013